# 栗尾峠
栗尾峠（くりおとうげ）は、京都府京都市右京区京北細野町にある峠である。

## 概要

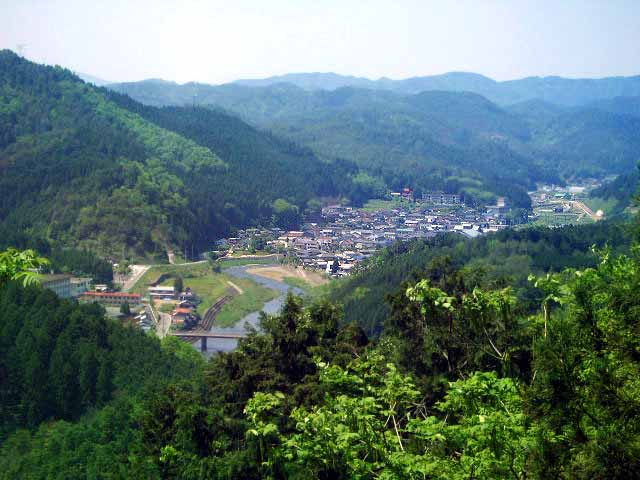
栗尾峠からの眺め

標高421mの国道162号の旧道上に位置する峠で、京都府と福井県を結ぶ周山街道における難所のひとつである。
おおむね同街道を踏襲する国道162号は京都市と嶺南を繋ぐ幹線道路のひとつであるため、トラックなどの大型車両や観光客など一般車両の通行も多い。道路としては片側1車線が確保されているものの、急カーブの連続する区間であったが、後述の京北トンネルによって解消された。

## 栗尾バイパス・京北トンネル
かつて国道162号において、標高が400mを超える峠では唯一トンネルが供用されていなかったが、全長2,313m、幅員9.5mのトンネルの建設が2010年3月より行われて、2012年1月13日に貫通した。なお、前後の取付道路および現道の拡幅などを含め4.3kmの区間で事業化されている「栗尾バイパス」は、2013年度に供用された。トンネルは「京北トンネル」と称され、2013年12月21日午後2時に供用を開始した。なお、隣接部に老朽化して再整備が計画されている短い既存の栗尾トンネル(清風洞)もある。
桂川に流入する極楽谷川へトンネル湧水を放水する際、北側のトンネル出入口付近に設置されている小水力発電施設にて発電を行なっている。

## 隣接する峠
周山街道における、前後区間にある峠。
- 笠峠（京都市右京区）
- 深見峠（京都市右京区・南丹市）
- 堀越峠（南丹市・福井県大飯郡おおい町）